# Рівнинні ліси Центрального Конго
Рівнинні ліси Центрального Конго (ідентифікатор WWF: AT0104) — афротропічний екорегіон тропічних та субтропічних вологих широколистяних лісів, розташований в Демократичній Республіці Конго.

## Географія
Екорегіон рівнинних лісів Центрального Конго розташований в центральній частині басейну Конго, на південь від широкої дуги, утвореної цією річкою. Конго та інші річки регіону слугують біогеографічною межею для багатьох видів, таким чином ізолюючи цей екорегіон з півночі, сходу і заходу. Верхів'я річок Лопорі, Маринга, Ікелемба, Чуапа, Ломела та Локоро знаходяться в межах цього екорегіону, тоді як нижня частина їх басейнів входить до екорегіону заболочених лісів Східного Конго. На півдні екорегіон рівнинних лісів Центрального Конго переходить у лісосавану Південного Конго.
Рельєф регіону є рівнинним, в центральній частині його висота становить 400 м над рівнем моря. На південному сході трапляються пагорби, висота яких становить 700-800 м. Через рівнинний рельєф регіону річки мають повільну течію, формують великі наноси та численні алювіальні острови. Основними ґрунтами екорегіону є оксісолі. Густота населення невелика, близько 5 осіб/км², більшість з яких зосереджені в долинах річок. Мешканці регіону займаються рибальством, вирощування маніоки та полюванням на лісових тварин.
Під час останнього льодовикового періоду відбулися фрагментація лісів та скорочення їхньої площі. В цей час в долинах річок існували рефугіуми, в яких лісові тварини і рослини збереглися, та з яких вони розповсюдилися по завершенню посушливого періоду. У вологі кліматичні періоди в минулому значну частину екорегіону займало велике внутрішнє озеро.

## Клімат
В межах екорегіону переважає екваторіальний клімат (Af за класифікацією кліматів Кеппена). Середньорічна кількість опадів становить близько 2000 мм. Середньорічна максимальна температура становить близько 30 °C в центральній частині та 27 °C на південному сході. Середньорічна мінімальна температура коливається від 18 до 21 °C. Добова амплітуда коливання температури часто перевищує річну. Вологість висока протягом всього року.

## Флора
Рівнинні ліси Центрального Конго є частиною великого масиву конголезьких дощових лісів. На південному заході екорегіону поширені сезонно затоплювані і постійно заболочені ліси, які перемежовуються ділянками вологих вічнозелених та напіввічнозелених лісів, що ростуть на пагорбах та інших підвищеннях рельєфу. У вічнозелених дощових лісах переважають лімбалієві дерева (Gilbertiodendron dewevrei). На півночі, сході і заході екорегіону уздовж великих річок поширені сезонно затоплювані ліси, які перемежовуються відкритими галявинами. На півдні ліси стають сухішими і відбувається перехід до периферійних напіввічнозелених дощових лісів. Між основними річковими системами широко поширені напівлистопадні ліси, де ростуть габонські штаудтії (Staudtia kamerunensis var. gabonensis), чорні моамби (Greenwayodendron suaveolens), часничні дерева (Scorodophloeus zenkeri) та анонідуми Манна (Anonidium mannii).
Загалом в межах екорегіону росте від 1500 до 2000 судиних рослин, з яких близько 10 % є ендемічними. Флора і фауна екорегіону є недостатньо дослідженою і необхідні подальші дослідження, щоб краще оцінити видове різноманіття та рівень ендемізму регіону.

## Фауна
Фауністичне різноманіття та рівень ендемізму в екорегіоні є меншими, ніж в інших лісових екорегіонах басейну Конго. Це може пояснюватися як недостатньою дослідженістю регіону, так і тим, що великі річки на півночі, заході і сході перешкоджають поширенню в екорегіоні багатьох хребетних тварин, таких як білочереві дуїкери (Cephalophus leucogaster) та крихітні антилопи Бейтса (Neotragus batesi), а також тим, що в минулому ліси екорегіону були значно фрагментовані. Густота популяцій великих ссавців в екорегіоні також є нижчою, ніж в сусідніх.
Серед поширених в екорегіоні ссавців слід відзначити лісових слонів (Loxodonta cyclotis) та найбільшу у світі популяцію бонобо (Pan paniscus). Ендеміками регіону є рідкісні лісові мартишки (Chlorocebus dryas). Серед майже ендемічних ссавців, поширених в регіоні, слід відзначити золоточеревого мангабі (Cercocebus chrysogaster), окапі (Okapia johnstoni), болотяну мартишку (Allenopithecus nigroviridis), червоного колобуса Толлона (Piliocolobus tholloni), мавпу Вольфа (Cercopithecus wolfi) та ангольську кузіманзу (Crossarchus ansorgei), а також жорсткошерстну мишу Хаттерера (Lophuromys huttereri) 
Серед поширених в регіоні птахів слід відзначити майже ендемічних африканських павичів (Afropavo congensis). Ендеміками регіону є кремезні конголезькі жаби (Congolius robustus) та ломаміські жаби-верескуни (Arthroleptis phrynoides).

## Збереження
Оцінка 2017 року показала, що 82 572 км², або 20 % екорегіону, є заповідними територіями. Природоохоронні території включають: Національний парк Салонга, один з найбільших національних парків світу, з 1984 року визнаний частиною Світової спадщини ЮНЕСКО, а також Національний парк Ломамі, Природний заповідник Санкуру та Природний заповідник Ломако-Йококала.